# Поражение Озы

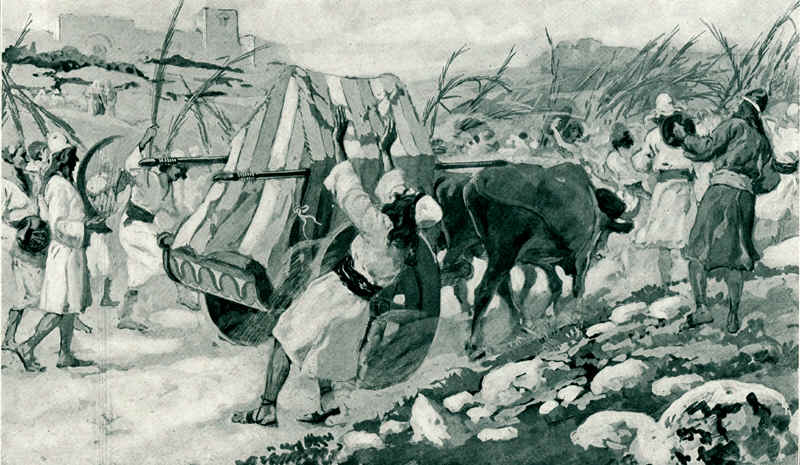
«Наказание Озы», худ. Джеймс Тиссо

«Поражение Озы» — Ветхозаветное происшествие, описанное в 6 главе Второй книги Царств.
Оза́ (Уза́; Узза — «сила», «крепость») — сын левита Аминадава (евр. Абинадаб; 2Цар. 6:3), в доме которого в Кириаф-Иариме стоял Ковчег Завета до перенесения его в Сион.
После победы над филистимлянами Давид собрал «30 тысяч отборных людей» и пожелал перенести Ковчег Завета из дома Аминадава в Ваале Иудином (евр. Кириат-Иеарим; «город лесов»; другие названия Кириат-Баал или просто Баал) — в Иерусалим, в свой дворец. Вопреки закону, который требует что Ковчег должен переносится только на плечах на специальных шестах, Ковчег был положен на повозку, запряжённую волами, и торжественная процессия с песнями и танцами тронулась в путь.
Оза и его брат Ахио (Ахия), вели колесницу, но в месте, называемом гумно Нахоново (то есть «ровный, гладкий») волы споткнулись и Ковчег сдвинулся с места. Оза поспешил придержать Ковчег рукой, но тут же был поражён Богом и упал замертво, поскольку никто из «обычных» людей (кроме первосвященников) не имеет права прикасаться к Ковчегу Завета. Прикоснувшись к Ковчегу, Оза нарушил грозное предупреждение: «сыны Каафа … не должны они касаться святилища, чтобы не умереть» (Чис. 4:15). Законоучители пытались по-разному объяснить кару, постигшую Озу (Уззу).
Давид был потрясён случившимся и дал той местности название «Поражение Озы» (евр. Перец-Узза, то есть «сокрушение Уззы»; 2Цар. 6:2—8, 1Пар. 13:7—11).
Понимая, что разгневал Бога, Давид отказался от идеи везти Ковчег в Иерусалим и оставил его в доме Аведдара Гефянина. Через три месяца, получив известие, что Бог простил его и благословил дом Аведдара, Давид, теперь уже в точности соблюдая все предписания, благополучно доставил Ковчег в Иерусалим.